# Terminalia sericea
Terminalia sericea là một loài thực vật có hoa trong họ Trâm bầu. Loài này được Burch. ex DC. miêu tả khoa học đầu tiên năm 1828.